# Forte Appia Antica
Il Forte Appia Antica è uno dei 15 forti di Roma, edificati nel periodo compreso fra gli anni 1877 e 1891.

Si trova nel quartiere Q. XX Ardeatino, nel territorio del Municipio Roma VIII.

## Storia
Fu costruito a partire dal 1877 e terminato nel 1880, su una superficie di 16,5 ha, al quarto km di via Appia Antica, dalla quale prende il nome.
Fino agli anni '10 del Novecento fu utilizzato come sede della Direzione di Artiglieria del Corpo Aeronautico. Tra gli anni '80 e '90 fu impiegato come centro elaborazione dati dal Reparto Sistemi Informativi Automatizzati dell'Aeronautica Militare che tuttora lo impiega in parte come deposito.
Il forte è vincolato ai sensi del Codice dei Beni Culturali con D.M. 06/08/2008.